# 勒韦 (卡尔瓦多斯省)
勒韦（法語：Le Vey，法語發音：[lə vɛ] ⓘ）是法国卡尔瓦多斯省的一个市镇，位于该省南部，属于卡昂区。

## 地理
勒韦（48°55'1"N, 0°28'14"W）面积3.53 平方千米，位于法国诺曼底大区卡爾瓦多斯省，该省份为法国西北部沿海省份，北濒大西洋英吉利海峡，东北与滨海塞纳省以海上边界相接，东临厄尔省，南至奧恩省，西与芒什省接壤。
与勒韦接壤的市镇（或旧市镇、城区）包括：勒博、克莱西、圣奥梅尔、圣雷米。
勒韦的时区为UTC+01:00、UTC+02:00（夏令时）。

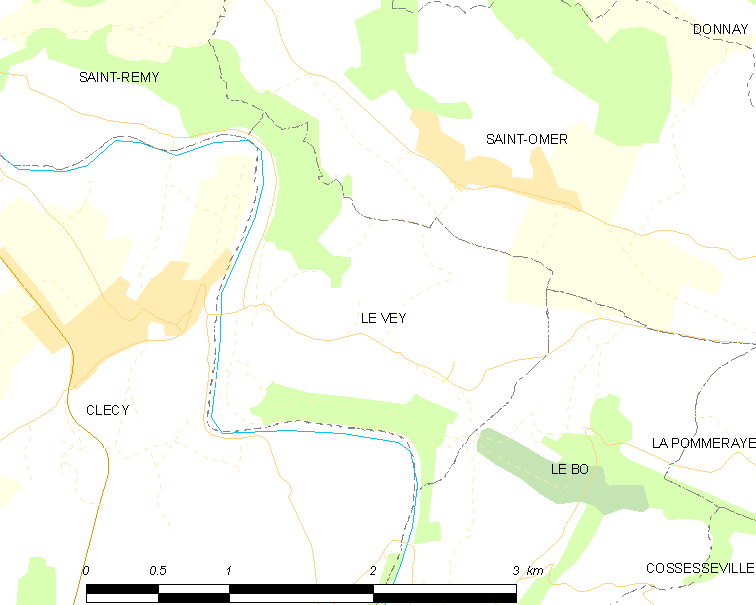
勒韦的OSM定位图

## 行政
勒韦的邮政编码为14570，INSEE市镇编码为14741。

## 政治
勒韦所属的省级选区为勒奥姆县。

## 人口

1962-2008年间勒韦人口变化图示

勒韦于2022年1月1日时的人口数量为130人。